# MAXQDA
MAXQDA é um software para análise de dados qualitativos e métodos mistos em pesquisas acadêmicas, científicas e comerciais. O software está disponível como uma aplicação universal para sistemas operacionais Windows e macOS e é desenvolvido pela empresa VERBI Software em Berlim, Alemanha.
O software é desenvolvido para ser usado tanto em pesquisas qualitativas quanto quantitativas e métodos mistos. A ênfase em ir além da pesquisa qualitativa pode ser observada na presença de ferramentas estatísticas e na habilidade do software em lidar de forma relativamente rápida com uma grande quantidade de entrevistas.

## Produtos

### MAXQDA Standard
A versão padrão do MAXQDA oferece ferramentas para a organização e análise de dados qualitativos. Isso inclui texto, áudio, imagem, vídeo e arquivos bibliográficos, assim como dados de pesquisas, tweets do Twitter ou transcritos. Os dados podem ser analisados em uma janela dividida em quatro partes e podem ser marcados com elementos como códigos e notas. As opções de visualização e exportação do MAXQDA também auxiliam na apresentação de resultados. Além disso, o MAXQDA também inclui algumas ferramentas para a análise qualitativa de dados (Ex: Ferramentas de métodos mistos).

### MAXQDA Plus
MAXQDA Plus é a versão extentida do MAXQDA e inclui o módulo MAXDictio. O MAXDictio pode ser usado para criar dicionários, assim como para realizar pesquisas e filtrar arquivos de textos. Ferramentas para a análise do vocabulário e da frequência de palavras também podem ser usadas para auxiliar e endossar interpretações qualitativas.

### MAXQDA Analytics Pro
MAXQDA Analytics Pro é a versão mais avançada do MAXQDA e possui também o módulo Stats. Com o Stats, é possível analisar estatísticamente dados qualitativos importados no MAXQDA.

### MAXQDA Reader
O MAXQDA Reader torna possível a leitura e busca de dados em projetos criados no MAXQDA mesmo sem a posse de uma licença. Projetos visualizados no MAXQDA Reader não podem ser editados.

### MAXApp
MAXApp é um app gratuito disponível para Android e iOS e inclui algumas das principais funções do MAXQDA. O App permite que usuários criem e codifiquem dados e notas de campo. Esses dados podem depois serem exportados para um computador ou um projeto MAXQDA existente.

## Histórico de versões
- 1989: MAX (DOS)
- 2001: MAXqda (Windows)
- 2003: MAXDictio (Extensão para análise qualitativa de textos)
- 2005: MAXMaps (Extensão para mapeamento visual)
- 2007: MAXQDA 2007 (Windows)
- 2010: MAXQDA 10 (Windows)
- 2012: MAXQDA 11 (Windows)
- 2012: MAXApp para iOS (App para iOS)
- 2014: MAXApp para Android (App para Android)
- 2014: MAXQDA 11 (Mac OS X)
- 2015: MAXQDA 12 (para Windows e macOS)
- 2016: Lançamento de dois novos produtos: MAXQDA Base e MAXQDA Analytics Pro
- 2017: MAXQDA 2018 (para Windows e macOS)
- 2019: MAXQDA 2020 (para Windows e macOS)

## Recursos do MAXQDA 2020
- Importação de documentos de texto, tabelas, áudios, vídeos, imagens, tweets do Twitter, entrevistas e pesquisas;
- Armazenamento de dados em um arquivo unificado
- Leitura, edição e codificação de dados;
- Criação de links entre um trecho específico de um documento com um de outro documento;
- Criação de notas e memos em documentos ou em partes deles;
- Ferramentas de visualização (como o número de códigos em diferentes documentos, etc);
- Importação e exportação de informações demográficas (variáveis) de e para o SPSS e o Excel;
- Importação direta de pesquisas online feitas no SurveyMonkey;
- Importação direta de páginas web;
- Busca e marcação de palavras;
- Transcrição de arquivos de áudio e de vídeo;
- Mídia player interno;
- Link de arquivos com georeferenciamento (*.kml);
- Ferramentas para resumir conteúdos;
- Codificação com emoticons, ícones e símbolos;
- Exportação para arquivos de texto, excel, html, xml e de relatórios;
- Criação de tabelas, gráficos e mapas de frequência;
- Administração de usuários para trabalhos em equipe;
- Análise estatística de dados qualitativos (estatística descritiva);

## Literatura
- Juliet Corbin and Anselm Strauss: Basics of Qualitative Research: Techniques and Procedures for Developing Grounded Theory, 3rd edition, 2008, Sage Publications, Los Angeles, London, New Delhi, Singapore
- Ann Lewins and Christina Silver: Using Software in Qualitative Research: A Step-by-Step Guide, 2nd edition, 2014, Sage Publications, Los Angeles, London, New Delhi, Singapore